# Agrotis melamesa
Agrotis melamesa là một loài bướm đêm trong họ Noctuidae.